# Peter Evison
Peter Kenneth Evison (* 27. Mai 1964 in Chiswick) ist ein ehemaliger englischer Dartspieler, der sowohl bei der British Darts Organisation (BDO), als auch bei der Professional Darts Corporation (PDC) antrat. Unter seinem Spitznamen „The Fen Tiger“ gewann er unter anderem das Winmau World Masters 1989 und das World Matchplay 1996.

## Leben
Evison hatte sich zunächst als Fußballspieler versuchen wollen. 1987 heiratete er seine Ehefrau Angie, die 2012 verstarb.

## Karriere

### BDO
Bevor Evison an einem Major-Turnier teilnahm, war er Kandidat bei der Darts-Gameshow „Bullseye“. Er scheiterte jedoch daran zusammen mit seinem Mitstreiter das sogenannte „Bully's prize board“ zu gewinnen. Evison nahm noch zwei weitere Male an der Show, jedoch als Profi, teil und konnte dabei durch die Rubrik „Pounds for Points“ Geld für den guten Zweck erspielen.
Evison trat 1986 erstmals in der Dartsszene in Erscheinung, als er John Lowe überraschend bei der British Professional Championship, damals ein im Fernsehen übertragenes Major-Turnier, bezwingen konnte.
Er gab sein Debüt bei der BDO World Championship 1988 und erreichte dabei direkt das Viertelfinale. Dieses verlor er gegen den späteren Sieger Bob Anderson. Evison konnte im folgenden Jahr diese Leistung wiederholen, scheiterte diesmal an Eric Bristow im Viertelfinale. Er konnte sich jedoch im Finale des prestigeträchtigen Winmau World Masters 1989 hierfür revanchieren und gewann den Titel. Jedoch gingen 1989 die Preisgelder der BDO deutlich zurück, da das öffentliche Interesse an dem Sport durch das schlechte Image (Alkohol und Zigaretten waren auf der Bühne toleriert) nachließ. Daraus resultierte auch, dass Evisons Sieg beim World Masters 1989 nicht übertragen wurde. Zudem erhielt er nur die Hälfte des Preisgeldes, das Bob Anderson noch 1988 für den Titel erhalten hatte. Evison war einer der Turnierfavoriten bei der World Darts Championship 1990. Jedoch konnte er trotz eines Checkouts von 170 Punkten den Iren Jack McKenna in der ersten Runde nicht besiegen. Insgesamt ließ Evisons Form bei den Weltmeisterschaften von 1990 bis 1992 merklich nach, sodass er jeweils das Viertelfinale verfehlte; das obwohl er den zweifachen Weltmeister John Lowe 1991 in der ersten Runde schlug. Für die letzte vereinte Weltmeisterschaft 1993 konnte sich Evison schließlich nicht mehr qualifizieren.

### PDC
Evison war einer der Top-Spieler, die die BDO verließen, um die World Darts Council (jetzt die PDC) zu gründen. Evison erreichte das Halbfinale der ersten WDC World Darts Championship 1994, wobei er dem späteren Sieger Dennis Priestley unterlag.
Rod Harrington hielt ihn 1995 im Halbfinale erneut seinem ersten Finale bei einer Weltmeisterschaft fern. Eine Viertelfinalniederlage folgte 1996, bevor er 1997 erneut das Halbfinale erreichte und verlor. Zu dieser Zeit gab es noch ein Spiel um Platz 3, das Evison gegen Eric Bristow gewinnen konnte. Dies blieb auch seine beste Platzierung bei einer Weltmeisterschaft. 1998 erreichte er noch einmal das Viertelfinale, unterlag jedoch erneut Rod Harrington.
Evison scheiterte dann in der ersten Runde der PDC World Championship 1999, kam aber im Jahr 2000 erneut ins Viertelfinale und wurde dort von Peter Manley besiegt. Über die nächsten vier Jahre verlor er jeweils sein erstes Spiel, sodass sich seine Karriere dem Ende zuzuneigen schien. Beim Turnier von 2005 gelang ihm in Purfleet schließlich ein Sieg in der Vorrunde. Er verlor allerdings später gegen Andy Jenkins, wobei er unter 70 Punkte im Average erreichte. Es war Evisons vorerst letzter Auftritt bei einer Weltmeisterschaft.
Evisons sicherlich mit Abstand größter Erfolg bei der PDC gelang ihm 1996 beim World Matchplay. Er besiegte den Titelverteidiger, Phil Taylor mit 8:1 im Achtelfinale und Dennis Priestley mit 16:14 im Finale, spielte dabei jeweils einen Average von über 100 Punkten. Die Titelverteidigung im Folgejahr endete im Viertelfinale gegen den Waliser Richie Burnett. Er kam sowohl 1999, als auch 2003 erneut ins Viertelfinale, musste 2004 jedoch eine herbe 0:10-Niederlage gegen Ronnie Baxter hinnehmen. Seitdem konnte sich Evison nicht mehr für das Turnier von Blackpool qualifizieren.
Evison erreichte zudem das Halbfinale des World Grand Prix 2002, verlor dort jedoch mit 0:6 in den Sätzen gegen Phil Taylor.
Da seine Weltranglistenposition immer weiter sank, war Evison gezwungen sich für die größeren PDC-Turniere zu qualifizieren, was ihm bei der World Championship 2006, 2007 und 2008 nicht gelang.
2008 wurde bekannt, dass Evison einer von acht Spielern sein würde, der an der BetFred League of Legends zusammen mit anderen großen Namen wie Bristow, Bobby George und John Lowe teilnehmen würde. Er erreichte das Halbfinale bei diesem Turnier. Zudem wurde bekannt, dass Evison zur BDO zurückkehren werde. Er wurde damit einer von nur einer Hand voll Spielern, die der BDO beitraten, nachdem sie bereits zur rivalisierten PDC gewechselt waren. Evison nahm an den BDO International Open am 15. Juni 2008 teil und verlor nach einem Freilos mit 2:3 in den Legs gegen Paul Hanvidge. Später erreichte er das Achtelfinale der Czech Open im November 2008.
2009 kam Evison auch bei den Isle of Man Open und Open Holland ins Achtelfinale. Anschließend trat er im Viertelfinale der Swiss Open auf; seine beste Leistung nach Rückkehr zur BDO.
2012 versuchte Evison den Weg über die Q-School zurück zur PDC, konnte sich aber nicht durchsetzen und erhielt keine Tour Card.
2018 beendete Evison letztlich sein Wirken bei der PDC Challenge Tour.

## Weltmeisterschaftsresultate

### BDO
- 1988: Viertelfinale (0:4-Niederlage gegen  Bob Anderson) (Sätze)
- 1989: Viertelfinale (3:4-Niederlage gegen  Eric Bristow)
- 1990: 1. Runde (1:3-Niederlage gegen  Jack McKenna)
- 1991: Achtelfinale (1:3-Niederlage gegen  Kevin Kenny)
- 1992: 1. Runde (1:3-Niederlage gegen  Keith Sullivan)

### PDC
- 1994: 4. Platz (3:5-Niederlage gegen  Dennis Priestley und 1:5-Niederlage gegen  Steve Brown)
- 1995: 4. Platz (1:5-Niederlage gegen  Rod Harrington und 2:4-Niederlage gegen  John Lowe)
- 1996: Viertelfinale (2:4-Niederlage gegen  John Lowe)
- 1997: 3. Platz (4:5-Niederlage gegen  Dennis Priestley und 4:2-Sieg gegen  Eric Bristow)
- 1998: Viertelfinale (0:4-Niederlage gegen  Rod Harrington)
- 1999: 1. Runde (0:3-Niederlage gegen  Dennis Smith)
- 2000: Viertelfinale (1:5-Niederlage gegen  Peter Manley)
- 2001: 1. Runde (0:3-Niederlage gegen  Dennis Smith)
- 2002: 1. Runde (1:4-Niederlage gegen  Richie Burnett)
- 2003: 2. Runde (3:4-Niederlage gegen  Wayne Mardle)
- 2004: 3. Runde (1:4-Niederlage gegen  Colin Lloyd)
- 2005: 3. Runde (0:4-Niederlage gegen  Andy Jenkins)

## Turnierergebnisse
| Turnier                    | 1986                       | 1987                       | 1988                       | 1989                       | 1990                       | 1991                       | 1992                       | 1993                           | 1994                           | 1995                           | 1996                           | 1997                           | 1998                           | 1999                           | 2000                           | 2001                           | 2002                           | 2003                           | 2004                           | 2005                           | ......                         | 2009               | 2010               | 2011               |
| -------------------------- | -------------------------- | -------------------------- | -------------------------- | -------------------------- | -------------------------- | -------------------------- | -------------------------- | ------------------------------ | ------------------------------ | ------------------------------ | ------------------------------ | ------------------------------ | ------------------------------ | ------------------------------ | ------------------------------ | ------------------------------ | ------------------------------ | ------------------------------ | ------------------------------ | ------------------------------ | ------------------------------ | ------------------ | ------------------ | ------------------ |
| BDO-Major-Turniere         |                            |                            |                            |                            |                            |                            |                            |                                |                                |                                |                                |                                |                                |                                |                                |                                |                                |                                |                                |                                |                                |                    |                    |                    |
| Weltmeisterschaft          | n/q                        | n/q                        | VF                         | VF                         | 1R                         | AF                         | 1R                         | n/q                            | nicht teilgenommen             | nicht teilgenommen             | nicht teilgenommen             | nicht teilgenommen             | nicht teilgenommen             | nicht teilgenommen             | nicht teilgenommen             | nicht teilgenommen             | nicht teilgenommen             | nicht teilgenommen             | nicht teilgenommen             | nicht teilgenommen             | nicht teilgenommen             | nicht qualifiziert | nicht qualifiziert | nicht qualifiziert |
| World Matchplay            | n/q                        | n/q                        | HF                         | nicht ausgetragen          | nicht ausgetragen          | nicht ausgetragen          | nicht ausgetragen          | nicht ausgetragen              | nicht ausgetragen              | nicht ausgetragen              | nicht ausgetragen              | nicht ausgetragen              | nicht ausgetragen              | nicht ausgetragen              | nicht ausgetragen              | nicht ausgetragen              | nicht ausgetragen              | nicht ausgetragen              | nicht ausgetragen              | nicht ausgetragen              | nicht ausgetragen              | nicht ausgetragen  | nicht ausgetragen  | nicht ausgetragen  |
| British Professional       | AF                         | VF                         | 1R                         | nicht ausgetragen          | nicht ausgetragen          | nicht ausgetragen          | nicht ausgetragen          | nicht ausgetragen              | nicht ausgetragen              | nicht ausgetragen              | nicht ausgetragen              | nicht ausgetragen              | nicht ausgetragen              | nicht ausgetragen              | nicht ausgetragen              | nicht ausgetragen              | nicht ausgetragen              | nicht ausgetragen              | nicht ausgetragen              | nicht ausgetragen              | nicht ausgetragen              | nicht ausgetragen  | nicht ausgetragen  | nicht ausgetragen  |
| World Masters              | 1R                         | n/t                        | HF                         | S                          | 1R                         | 2R                         | AF                         | nicht teilgenommen             | nicht teilgenommen             | nicht teilgenommen             | nicht teilgenommen             | 2R                             | n/t                            | 1R                             | nicht teilgenommen             | nicht teilgenommen             | nicht teilgenommen             | nicht teilgenommen             | nicht teilgenommen             | nicht teilgenommen             | nicht teilgenommen             | 3R                 | 2R                 | 1R                 |
| WDF-Platin-/Major-Turniere |                            |                            |                            |                            |                            |                            |                            |                                |                                |                                |                                |                                |                                |                                |                                |                                |                                |                                |                                |                                |                                |                    |                    |                    |
| News of the World Ch'ship  | n/q                        | F                          | n/q                        | n/q                        | VF                         | nicht ausgetragen          | nicht ausgetragen          | nicht ausgetragen              | nicht ausgetragen              | nicht ausgetragen              | nicht ausgetragen              | n/t                            | nicht ausgetragen              | nicht ausgetragen              | nicht ausgetragen              | nicht ausgetragen              | nicht ausgetragen              | nicht ausgetragen              | nicht ausgetragen              | nicht ausgetragen              | nicht ausgetragen              | nicht ausgetragen  | nicht ausgetragen  | nicht ausgetragen  |
| PDC-Ranking-Turniere       |                            |                            |                            |                            |                            |                            |                            |                                |                                |                                |                                |                                |                                |                                |                                |                                |                                |                                |                                |                                |                                |                    |                    |                    |
| Weltmeisterschaft          | nicht ausgetragen          | nicht ausgetragen          | nicht ausgetragen          | nicht ausgetragen          | nicht ausgetragen          | nicht ausgetragen          | nicht ausgetragen          | nicht ausgetragen              | HF                             | HF                             | VF                             | HF                             | VF                             | 1R                             | VF                             | 1R                             | 1R                             | 2R                             | 3R                             | 3R                             | n/q                            | n/t                | n/t                | n/t                |
| UK Open                    | nicht ausgetragen          | nicht ausgetragen          | nicht ausgetragen          | nicht ausgetragen          | nicht ausgetragen          | nicht ausgetragen          | nicht ausgetragen          | nicht ausgetragen              | nicht ausgetragen              | nicht ausgetragen              | nicht ausgetragen              | nicht ausgetragen              | nicht ausgetragen              | nicht ausgetragen              | nicht ausgetragen              | nicht ausgetragen              | nicht ausgetragen              | 3R                             | AF                             | 3R                             | n/q                            | n/t                | n/t                | n/t                |
| World Matchplay            | nicht ausgetragen          | nicht ausgetragen          | nicht ausgetragen          | nicht ausgetragen          | nicht ausgetragen          | nicht ausgetragen          | nicht ausgetragen          | nicht ausgetragen              | 1R                             | AF                             | S                              | VF                             | 1R                             | VF                             | 1R                             | 1R                             | 1R                             | VF                             | 1R                             | n/q                            | n/q                            | n/t                | n/t                | n/t                |
| World Grand Prix           | nicht ausgetragen          | nicht ausgetragen          | nicht ausgetragen          | nicht ausgetragen          | nicht ausgetragen          | nicht ausgetragen          | nicht ausgetragen          | nicht ausgetragen              | nicht ausgetragen              | nicht ausgetragen              | nicht ausgetragen              | nicht ausgetragen              | 1R                             | VF                             | AF                             | 1R                             | HF                             | 1R                             | 1R                             | n/q                            | n/q                            | n/t                | n/t                | n/t                |
| Karrierestatistiken        |                            |                            |                            |                            |                            |                            |                            |                                |                                |                                |                                |                                |                                |                                |                                |                                |                                |                                |                                |                                |                                |                    |                    |                    |
| Jahresendplatzierung       | unbekannt                  | unbekannt                  | 6                          | 7                          | 2                          | unbekannt                  | unbekannt                  | 4                              | 3                              | 5                              | 4                              | 4                              | 5                              | 8                              | unbekannt                      | unbekannt                      | 16                             | unbekannt                      | unbekannt                      | unbekannt                      | unbekannt                      | unbekannt          | 34                 | ?                  |
| Verband                    | British Darts Organisation | British Darts Organisation | British Darts Organisation | British Darts Organisation | British Darts Organisation | British Darts Organisation | British Darts Organisation | Professional Darts Corporation | Professional Darts Corporation | Professional Darts Corporation | Professional Darts Corporation | Professional Darts Corporation | Professional Darts Corporation | Professional Darts Corporation | Professional Darts Corporation | Professional Darts Corporation | Professional Darts Corporation | Professional Darts Corporation | Professional Darts Corporation | Professional Darts Corporation | Professional Darts Corporation | BDO                | BDO                | BDO                |

| Legende zu den Turnierergebnissen | Legende zu den Turnierergebnissen | Legende zu den Turnierergebnissen | Legende zu den Turnierergebnissen | Legende zu den Turnierergebnissen | Legende zu den Turnierergebnissen | Legende zu den Turnierergebnissen | Legende zu den Turnierergebnissen | Legende zu den Turnierergebnissen | Legende zu den Turnierergebnissen |
| --------------------------------- | --------------------------------- | --------------------------------- | --------------------------------- | --------------------------------- | --------------------------------- | --------------------------------- | --------------------------------- | --------------------------------- | --------------------------------- |
| n/t                               | nicht teilgenommen                | n/q                               | nicht qualifiziert                | n/a                               | nicht ausgetragen                 | #R                                | Aus in jeweiliger Runde           | GP                                | Aus in der Gruppenphase           |
| AF                                | Achtelfinalist                    | VF                                | Viertelfinalist                   | HF                                | Halbfinalist                      | F                                 | Turnierfinalist                   | S                                 | Turniersieger                     |